# Ischnocraspedus
Ischnocraspedus é um gênero de traça pertencente à família Agonoxenidae.